# Cantonul Neung-sur-Beuvron
Cantonul Neung-sur-Beuvron este un canton din arondismentul Romorantin-Lanthenay, departamentul Loir-et-Cher, regiunea Centru, Franța.

## Comune
- Dhuizon
- La Ferté-Beauharnais
- La Ferté-Saint-Cyr
- La Marolle-en-Sologne
- Montrieux-en-Sologne
- Neung-sur-Beuvron (reședință)
- Thoury
- Villeny